# Żan Talesnikow
Żan Talesnikow (hebr. ז'אן טלסניקוב, ur. 11 grudnia 1972) – izraelski piłkarz grający na pozycji pomocnika. W swojej karierze rozegrał 21 meczów w reprezentacji Izraela i strzelił w nich 4 gole.

## Kariera klubowa
Swoją karierę piłkarską Talesnikow rozpoczął w klubie Maccabi Ironi Aszdod. W sezonie 1990/1991 zadebiutował w jego barwach w drugiej lidze izraelskiej. W sezonie 1992/1993 awansował z Maccabi do pierwszej ligi. W sezonie 1994/1995 wrócił z nim do drugiej ligi.
Latem 1996 roku Talesnikow przeszedł do Beitaru Jerozolima. W sezonie 1996/1997 wywalczył z Beitarem tytuł mistrza kraju. Z kolei w sezonie 1997/1998 wywalczył zarówno mistrzostwo Izraela, jak i zdobył Puchar Izraela.
W 1999 roku Talesnikow został zawodnikiem szkockiego Dundee F.C. Po roku gry w Scottish Premier League wrócił do Izraela, do Beitaru Jerozolima. Spędził w nim trzy sezony. W 2003 roku podpisał kontrakt z MS Aszdod. W 2005 roku znó zmienił klub i został zawodnikiem drugoligowego Hapoelu Jerozolima. W 2007 roku zakończył w Hapoelu swoją karierę sportową.
| Sezon   | Klub                 | Kraj    | Rozgrywki      | Mecze | Bramki |
| ------- | -------------------- | ------- | -------------- | ----- | ------ |
| 1990/91 | Maccabi Ironi Aszdod | Izrael  | Liga Arztit    | ?     | ?      |
| 1991/92 | Maccabi Ironi Aszdod | Izrael  | Liga Arztit    | ?     | ?      |
| 1992/93 | Maccabi Ironi Aszdod | Izrael  | Liga Arztit    | ?     | ?      |
| 1993/94 | Maccabi Ironi Aszdod | Izrael  | Liga Leumit    | 33    | 2      |
| 1994/95 | Maccabi Ironi Aszdod | Izrael  | Liga Leumit    | 24    | 1      |
| 1995/96 | Maccabi Ironi Aszdod | Izrael  | Liga Arztit    | ?     | ?      |
| 1996/97 | Beitar Jerozolima    | Izrael  | Liga Leumit    | 28    | 0      |
| 1997/98 | Beitar Jerozolima    | Izrael  | Liga Leumit    | ?     | ?      |
| 1998/99 | Beitar Jerozolima    | Izrael  | Liga Leumit    | 24    | 2      |
| 1999/00 | Beitar Jerozolima    | Izrael  | Liga Leumit    | 1     | 0      |
| 1999/00 | Dundee F.C.          | Szkocja | Premier League | 25    | 3      |
| 2000/01 | Beitar Jerozolima    | Izrael  | Ligat ha’Al    | 29    | 0      |
| 2001/02 | Beitar Jerozolima    | Izrael  | Ligat ha’Al    | 25    | 0      |
| 2002/03 | Beitar Jerozolima    | Izrael  | Ligat ha’Al    | 25    | 0      |
| 2003/04 | MS Aszdod            | Izrael  | Ligat ha’Al    | 24    | 0      |
| 2004/05 | MS Aszdod            | Izrael  | Ligat ha’Al    | 12    | 0      |
| 2005/06 | Hapoel Jerozolima    | Izrael  | Liga Leumit    | 25    | 1      |
| 2006/07 | Hapoel Jerozolima    | Izrael  | Liga Leumit    | 19    | 0      |

## Kariera reprezentacyjna
W reprezentacji Izraela Talesnikow zadebiutował 18 lutego 1998 roku w wygranym 4:0 towarzyskim meczu z Turcją, rozegranym w Ramat Gan. W debiucie zdobył gola. W swojej karierze grał w eliminacjach do Euro 2000. Od 1998 do 2000 roku rozegrał w kadrze Izraela 21 meczów i zdobył 4 gole.
| Mecze i gole w reprezentacji | Mecze i gole w reprezentacji | Mecze i gole w reprezentacji | Mecze i gole w reprezentacji | Mecze i gole w reprezentacji | Mecze i gole w reprezentacji | Mecze i gole w reprezentacji |
| #                            | Data                         | Stadion                      | Rywal                        | Wynik                        | Gol                          | Rozgrywki                    |
| 1998                         | 1998                         | 1998                         | 1998                         | 1998                         | 1998                         | 1998                         |
| ---------------------------- | ---------------------------- | ---------------------------- | ---------------------------- | ---------------------------- | ---------------------------- | ---------------------------- |
| 1.                           | 18.02.1998                   | Ramat Gan, Izrael            | Turcja                       | 4:0                          | 1                            | towarzyski                   |
| 2.                           | 25.02.1998                   | Ramat Gan, Izrael            | Polska                       | 2:0                          | 1                            | towarzyski                   |
| 3.                           | 18.03.1998                   | Bukareszt, Rumunia           | Rumunia                      | 1:0                          | 0                            | towarzyski                   |
| 4.                           | 15.04.1998                   | Jerozolima, Izrael           | Argentyna                    | 2:1                          | 0                            | towarzyski                   |
| 5.                           | 17.05.1998                   | Ryga, Łotwa                  | Łotwa                        | 5:1                          | 1                            | towarzyski                   |
| 6.                           | 18.08.1998                   | Kraków, Polska               | Polska                       | 0:2                          | 0                            | towarzyski                   |
| 7.                           | 10.10.1998                   | Serravalle, San Marino       | San Marino                   | 5:0                          | 0                            | el. ME 2000                  |
| 8.                           | 14.10.1998                   | Ramat Gan, Izrael            | Hiszpania                    | 1:2                          | 0                            | el. ME 2000                  |
| 9.                           | 18.11.1998                   | Setúbal, Portugalia          | Portugalia                   | 0:2                          | 0                            | towarzyski                   |
| 1999                         |                              |                              |                              |                              |                              |                              |
| 10.                          | 18.01.1999                   | Ramat Gan, Izrael            | Estonia                      | 7:0                          | 1                            | towarzyski                   |
| 11.                          | 09.02.1999                   | Hajfa, Izrael                | Białoruś                     | 2:1                          | 0                            | towarzyski                   |
| 12.                          | 24.02.1999                   | Jerozolima, Izrael           | Łotwa                        | 2:0                          | 0                            | towarzyski                   |
| 13.                          | 10.03.1999                   | Bukareszt, Rumunia           | Rumunia                      | 2:0                          | 0                            | towarzyski                   |
| 14.                          | 18.08.1999                   | Bratysława, Słowacja         | Słowacja                     | 0:1                          | 0                            | towarzyski                   |
| 15.                          | 08.09.1999                   | Ramat Gan, Izrael            | San Marino                   | 8:0                          | 0                            | el. ME 2000                  |
| 16.                          | 10.10.1999                   | Albacete, Hiszpania          | Hiszpania                    | 3:0                          | 0                            | el. ME 2000                  |
| 17.                          | 13.11.1999                   | Ramat Gan, Izrael            | Dania                        | 0:5                          | 0                            | el. ME 2000                  |
| 18.                          | 17.11.1999                   | Kopenhaga, Dania             | Dania                        | 0:3                          | 0                            | el. ME 2000                  |
| 2000                         |                              |                              |                              |                              |                              |                              |
| 19.                          | 23.02.2000                   | Hajfa, Izrael                | Rosja                        | 4:1                          | 0                            | towarzyski                   |
| 20.                          | 03.06.2000                   | Budapeszt, Węgry             | Węgry                        | 1:2                          | 0                            | towarzyski                   |
| 21.                          | 16.08.2000                   | Moskwa, Rosja                | Rosja                        | 0:1                          | 0                            | towarzyski                   |